# Seconda guerra di successione giavanese
La seconda guerra di successione giavanese fu una lotta tra il sultano Amangkurat IV di Mataram supportato dalla Compagnia olandese delle Indie orientali e dei principi rivali che contestavano il suo diritto di ascendere al trono.
Nel 1719, Pakubuwana I morì e suo figlio Amangkurat IV ottenne il trono nel 1719, ma i suoi fratelli, i principi Blitar e Purbaya contestarono la sua successione, attaccando il palazzo reale nel giugno del 1719 con loro forze. Quando vennero respinti dai cannoni del forte della Compagnia olandese delle Indie orientali, si ritirarono nella parte meridionale del sultanato. Il loro zio, il principe Arya Mataram, si portò a Japara e si proclamò re, dando così inizio alla seconda guerra di successione giavanese. Prima della fine dell'anno, Arya Mataram si arrese e venne strangolato a Japara per ordine del sultano mentre Blitar e Purbaya dovettero abbandonare la loro fortezza nel novembre di quell'anno. Nel 1720, questi due principi diedero vita ad una nuova ribellione ad est di Giava. Fortunatamente per la Compagnia olandese delle Indie orientali e per il nuovo re, i reggenti ribelli di Surabaya, Jangrana III e Jayapuspita erano morti nel 1718 e nel 1720 rispettivamente così come il principe Blitar nel 1721.
Nel maggio e nel giugno del 1723, i rimanenti ribelli ed i loro capi si arresero, tra cui Surengrana di Surabaya, i principi Purbaya e Dipanagara, e tutti vennero banditi a Ceylon, ad eccezione di Purbaya, che venne portato a Batavia per rimpiazzare Amangkurat IV in caso di rottura delle relazioni tra il sovrano e la Compagnia olandese delle Indie orientali.